# یواس‌اس وینرایت (سی‌جی-۲۸)
یواس‌اس وینرایت (سی‌جی-۲۸) (به انگلیسی: USS Wainwright (CG-28)) یک کشتی بود که طول آن ۵۴۷ فوت (۱۶۷ متر) بود. این کشتی در سال ۱۹۶۵ ساخته شد.